# 石田格
石田 格（いしだ いたる、1979年9月16日 - 2013年1月13日）は日本のマジック:ザ・ギャザリングプレイヤー、トレーディングカードゲームデザイナー。

## 経歴
マジック:ザ・ギャザリングが日本に上陸して間もない頃からのプレイヤーであり、当時高校生ながらも周囲の大人から一目置かれ「日本最強の高校生」と呼ばれるほどであった。その後カードショップFuture Beeとスポンサー契約を締結し、日本初のプロカードゲームプレイヤーとなり、グランプリやプロツアー、マスターズなど多くの大会で活躍した。彼が生涯でグランプリのベスト8入賞を果たした回数は17回に及び、これは2013年1月15日時点で世界7位、日本3位の記録である。
2000年代末頃からはマジック:ザ・ギャザリングのプロプレイヤーとしては一線を退き、デュエル・マスターズやイナズマイレブンTCG等、トレーディングカードゲームの開発に携わった。石田の引退は、日本のマジック:ザ・ギャザリング界にとって大きな損失であったと日本のプロプレイヤー達がコメントしている。

### 死去とその後
2013年1月13日、死去。33歳没。突然倒れての急逝であった。最期の言葉は「デッキ、組まなきゃ」であった。その死を受けて、日本人で初めてマジック:ザ・ギャザリング プロツアー殿堂を果たした藤田剛史は「俺は悔しいよ、納得できないよ俺」と、日本人で初めてグランプリ優勝を果たした藤田憲一は「ああ、自分たちはとんでもない才能と一緒に貴重な時間を過ごしていたんだな」をコメントした。また、他にも国内だけでなく海外からも追悼のコメントが寄せられた。
同年3月に開催されたグランプリ横浜2013では、石田の追悼ブースが展示された。また、同年9月に発行されたマナバーン2014には、石田の追悼記事が掲載された。